# Sol y Medianoche
Sol y Medianoche es un grupo de etno-rock chileno que nació el año 1982 al unirse la cantante Sol Domínguez, proveniente de una banda llamada En busca del tiempo perdido, Tito Pezoa, guitarrista de Sol de medianoche, y dos integrantes de la banda Tumulto: el baterista Nelson Olguín y el bajista Jorge Soto. El nombre de la banda apareció como idea del productor Jorge Pedreros, quien invitó al grupo a tocar en vivo en televisión cuando todavía no tenían nombre y pensaban presentarse como "Sol Domínguez y Sol de Medianoche". Pedreros acortó este nombre presentándolos como "Sol y Medianoche".
La banda fue inicialmente conocida durante la década de 1980 por interpretar canciones folclóricas de autoras como Violeta Parra en clave de rock, pasando a identificarse rápidamente entre la juventud de la época como un grupo de rock folclórico.
Como curiosidad Sol Domínguez y Jorge Soto tienen una hija llamada América Paz, nombre con el que llamaron a uno de sus álbumes, y hoy es una virtuosa bajista, ha participado en la banda, además participar de otras bandas y tener una carrera solista siendo denominada «la dama de hierro del bajo».

## Discografía

### Álbumes en vivo
- 1982 - En Vivo Galpón Los Leones

### Álbumes en estudio
- 1983 - Madre Tierra     Sello Cardenal
- 1984 - 33°30' Latitud Sur   EMI ODEON
- 1985 - Querida Mamá         EMI ODEON
- 1987 - Hecho en casa        EMI ODEON
- 1990 - América Paz          SELLO ALERCE
- 2009 - Poeta y cantor       MYLODON RECORDS
- 2010 - Canto de esperanza   UNIVERSAL RECORDS